# Processa nouveli
Processa nouveli är en kräftdjursart. Processa nouveli ingår i släktet Processa, och familjen Processidae. Arten är reproducerande i Sverige.